# Катайск (Тюменская область)
Катайск — деревня в Сладковском районе Тюменской области России. Входит в состав Никулинского сельского поселения.

## История
До 1917 года входила в состав Сладковской волости Ишимского уезда Тюменской губернии. По данным на 1926 год деревня Катайская состояла из 217 хозяйств. В административном отношении являлась центром Катайского сельсовета Сладковского района Ишимского округа Уральской области.

## Население
| 2010 |
| ---- |
| 169  |

По данным переписи 1926 года в деревне проживало 1079 человек (508 мужчин и 571 женщина), в том числе: русские составляли 99 % населения.
Согласно результатам переписи 2002 года, в национальной структуре населения русские составляли 95 % из 210 чел.